# Бэрд, Крис
Кри́стофер Па́трик (Крис) Бэрд (англ. Christopher Patrick "Chris" Baird; 25 февраля 1982, Рашаркин, графство Антрим) — североирландский футболист, игравший на позиции защитника. Выступал в национальной сборной Северной Ирландии. Входит в 10-ку лидеров в истории сборной Северной Ирландии по количеству сыгранных матчей.

## Клубная карьера
Бэрд начал карьеру в североирландском клубе «Баллимена Юнайтед», а в 1998 году перешёл в «Саутгемптон».
Его дебют в основном составе «святых» состоялся 22 марта 2003 года в матче против «Астон Виллы». Свой первый матч в стартовом составе Крис провёл в игре последнего тура сезона 2002/03 против «Манчестер Сити». Неделю спустя Крис вышел на поле в финале Кубка Англии, в котором «Саутгемптон» уступил «Арсеналу» со счётом 0:1, однако Бэрд был признан лучшим игроком в составе святых в этом матче.
В 2003 и 2004 годах он выступал на правах аренды за «Уолсолл» и «Уотфорд» соответственно.
25 ноября 2006 года в своём 50-м матче за «Саутгемптон» забил первый гол в своей профессиональной карьере в ворота «Лутон Таун».
Весь сезон 2006/07 Бэрд провёл на позиции центрального защитника. Также он был признан лучшим игроком «Саутемптона» в сезоне.
12 июля 2007 года Крис перешёл в клуб Премьер-лиги «Фулхэм»; сумма трансфера составила £3,025 млн. Изначально он получил футболку с номером «34», но перед началом сезона 2009/10 начал выступать под номером «6». Из-за травм Диксона Этуху и Дэнни Мерфи в сезоне 2009/10 он часто выступал на позиции центрального полузащитника, но после их возвращения в строй вернулся на свою любимую позицию на правом фланге защиты. 12 мая 2010 года Крис вышел на поле в финале Лиги Европы, в котором «дачники» уступили мадридскому «Атлетико» со счётом 2:1.
14 сентября 2010 года Крис подписал новый контракт с «Фулхэмом» до 2013 года.

## Карьера в сборной
Дебютировал за национальную сборную в июне 2003 года. С тех пор регулярно вызывается в её состав, сыграв уже более 70 матчей.

## Личная жизнь
В сентябре 2010 года в окно дома матери Криса в Рашаркине был заброшен коктейль Молотова. Сообщается, что это дело рук ольстерских лоялистов (мать Криса является католичкой).